# كورتني دبليو. هاملين
كورتني دبليو. هاملين هو محامي وسياسي أمريكي، ولد في 27 أكتوبر 1858، وتوفي في 16 فبراير 1950 في سانتا مونيكا في الولايات المتحدة. نشط حزبياً في الحزب الديمقراطي. وقد انتخب عضو مجلس النواب الأمريكي ‏.